# 3201 Sijthoff
3201 Sijthoff è un asteroide della fascia principale. Scoperto nel 1960, presenta un'orbita caratterizzata da un semiasse maggiore pari a 2,2582660 UA e da un'eccentricità di 0,0882476, inclinata di 2,98952° rispetto all'eclittica.